# ファン・イニョプ
ファン・イニョプ（ハングル表記：황인엽、1991年1月19日 - ）は、韓国の俳優、モデル。ファン・インヨプとも表記される。

## 経歴
- 2017年、自身の所属事務所であるキーイーストにてモデルデビューを果たす。
- 2018年、Webドラマ『WHY：あなたが恋人に振られた本当の理由』で俳優デビュー。
- 2021年4月、 日本のマネジメント会社・ストリームメディアコーポレーションと専属契約を締結[2]。（2025年に公式サイトから削除）

## 人物
- 身長：185cm。
- 血液型：A型。
- 星座：やぎ座。
- 干支：未年。

## 出演

### テレビドラマ
- ノクドゥ伝～花に降る月明り～（2019年、KBS）- パク・ダノ役
- 18アゲイン（2020年、JTBC）- ク・ジャソン役
- 女神降臨（2020年 - 2021年、tvN）- ハン・ソジュン役[3][4]
- アンナラスマナラ -魔法の旋律-（英題：The Sound of Magic）（2022年、Netflix） - ナ・イルドゥン役[5]
- なぜオ・スジェなのか（2022年、SBS） - コン・チャン役[6]
- 組み立て式家族〜僕らの恋の在処〜（2024年、JTBC）- キム・サナ役

### Webドラマ
- W.H.Y：あなたが恋人に振られた本当の理由（2018年、NEVER TV）- ギ・ジェヨン役
- フラッシュマン：陰キャラたちのインフルエンサー挑戦記（2019年、NEVER TV）- ソ・キョウォン役